# Parc d'État de Fort Custer
 (août 2024).
Si vous disposez d'ouvrages ou d'articles de référence ou si vous connaissez des sites web de qualité traitant du thème abordé ici, merci de compléter l'article en donnant les références utiles à sa vérifiabilité et en les liant à la section « Notes et références ».
Le Parc d'État de Fort Custer est un parc d'État de 12 km2 situé entre Battle Creek et Kalamazoo, dans le Michigan. La zone comprend des lacs, la rivière Kalamazoo, plus de 40 kilomètres de pistes multi-usages, des landes de chênes ainsi que des forêts sèches-mésiques du sud (chênes-caryers).

## Histoire
Le terrain fût acquit en 1917 par le Gouvernement Fédéral et employé en tant que centre d'initiation et d'entraînement militaire pour l'Armée Américaine. Malgré l'histoire de l'usage militaire qui y prit place et autour de la propriété, il n'y a jamais eu de fortification sur le terrain. Lors de la Seconde Guerre Mondiale, la propriété se nommait Camp Custer. Le Département des Ressources Naturelles du Michigan acquit le terrain en 1971 dans le cadre du programme Legacy of Parks, promu par l'administration Nixon. Aujourd'hui, le Centre D'entraînement de Fort Custer de la Garde Nationale du Michigan borde le parc.
En 1974, de nombreux fossés ont été modifiés et naturalisés dans les criques par la Société H. W. Kacey. Le plus long de tous, qui est désormais un ruisseau naturel, ayant été nommé "Crique de Kacey", bien que cette information fût rayée de la carte.
Les pistes furent conçues à partir de 1993 et étaient utilisées pour de la randonnée, du VTT, ainsi que de l'équitation jusqu'à ce que les voies soient séparées en novembre 2011. Plus de 24 kilomètres de voies équestres furent ajoutées, ainsi que des places de parking.

## Équipements et activités
Fort Custer est une destination populaire pour la randonnée, le VTT, le camping, l'équitation, la chasse, et la pêche. Le parc développa un lot de pistes recouvrant la majorité de la zone, conçue pour le VTT / la randonnée ainsi qu'un système de voie séparée pour l'équitation. Elles entourent chaque lac : l'Aigle, le Whitford, le Lawler et le Jackson. Les voies relient également une aire de camping adjacent au Jackson Hole. En octobre 2008, un parcours de disc golf dans la zone du Lac de l'Aigle fût achevé (il n'y est plus présent). Le Parc de Fort Custer possède un camping de 219 parcelles. Il y a un accueil ainsi qu'une supérette. Le bois de chauffage, la glace, et d'autres produits de commodité peuvent être achetés. Deux de ces parcelles sont des mobile home. Les parcelles ont des tailles différentes, certaines sont assez larges pour une tente et une table de pique-nique, tandis que d'autres peuvent accueillir une caravane.

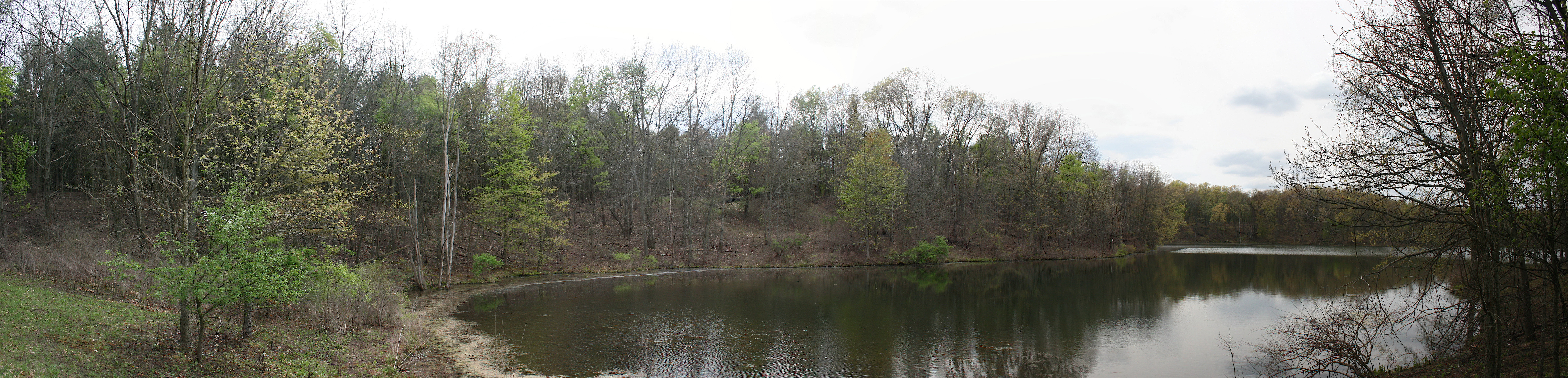
Une vue de "La Péninsule" s'étirant de la voie rouge au Lac de l'Aigle

Les pistes de VTT de Fort Custer sont divisées en deux niveaux de difficulté : bleu (facile), vert et rouge (difficile).
Pendant l'hiver, il y a du ski de randonnée nordique. Les minis chalets et les chalets rustiques sont disponibles à la location. Il y a un chalet rustique faisant face à la rivière Kalamazoo.

### Pêche
Il y a trois lacs aisément accessibles : le lac de l'Aigle, le lac Jackson et le lac Whitford-Lawler. La rivière Kalamazoo coule également le long de l'ouest du parc. De nombreux types de petits poissons à frire se trouvent au sein de la zone, y compris le crapet arlequin (Lepomis macrochirus), la perche soleil (Lepomis gibbosus), le crapet rouge (Lepomis auritus), ainsi que la perchaude (Perca flavescens). Il y a quelques espèces qui sont recherchées, telle que l'achigan à grande bouche (Micropterus salmoides) et le black-bass à petite bouche (Micropterus dolomieu). Il y a également des carpes communes (Cyprinus carpio) en abondance dans le Lac de l'Aigle et la rivière Kalamazoo. Pendant l'hiver, la pêche sur glace est pratiquée.

## Faune et flore
En raison de la quantité importante de terrain et des projets de restauration en place à Fort Custer, il y a d'innombrables espèces de plantes et d'animaux. Les sources d'eau abondantes font de Fort Custer un havre de paix pour de nombreux types d'oiseaux d'eau. Non seulement le terrain est devenu un havre de paix pour les oiseaux d'eau mais un havre de paix pour les espèces menacées, quasi menacées et de préoccupation mineure de la zone.

### Oiseaux
- Butor d'Amérique (Botaurus lentiginosus)
- Cygne trompette (Cygnus buccinator)
- Épervier de Cooper (Accipiter cooperii)
- Gallinule poule-d'eau (Gallinula chloropus)
- Paruline azurée (Setophaga cerulea)
- Paruline orangée (Protonotaria citrea)
- Paruline hochequeue (Parkesia motacilla)
- Paruline à capuchon (Setophaga citrina)
- Bruant sauterelle (Ammodramus savannarum)
- Bruant de Henslow (Ammodramus henslowii)
- Dindon sauvage (Meleagris gallopavo)

### Reptiles
- Tortue-boîte orientale (Terrapene carolina carolina)

### Amphibiens
- Rainette grillon de Blanchard (Acris blanchardi)

### Plantes
- Amorpha canescens
- Baptisia alba
- Arlequin jaune (Corydalis flavula)
- Helianthus mollis
- Brickellia eupatorioides

### Espèces envahissantes
Il y a aussi de plusieurs types d'espèces envahissantes que l'on peut trouver à travers la zone. En raison des problèmes actuels avec l'Agrile du frêne (Agrilus planipennis), les visiteurs ne peuvent pas déplacer de bois de chauffage ni au sein du parc ni à l'extérieur de celui-ci. Les visiteurs sont également priés de ne pas introduire d'autres poissons provenant d'autres sources à cause de la carpe commune (Cyprinus carpio) en pleine expansion ; ces carpes proviennent souvent de la rivière Kalamazoo coulant le long de l'ouest du parc. D'autres fameuses espèces envahissantes comprennent l'Alliaire officinale (Alliaria petiolata) ainsi que la Salicaire commune (Lythrum salicaria) ; ces espèces sont traitées en utilisant des feux maîtrisés.

## Y accéder
Le Parc d'État de Fort Custer est situé au nord de l'Interstate 94 entre Battle Creek et Kalamazoo, dans le Michigan aux sorties 85 ou 92. Le parc est à l'est d'Augusta sur la M-96.

## Voir également
- Centre d'entraînement de Fort Custer
- Parc d'état de Custer